# Sjællands Odde

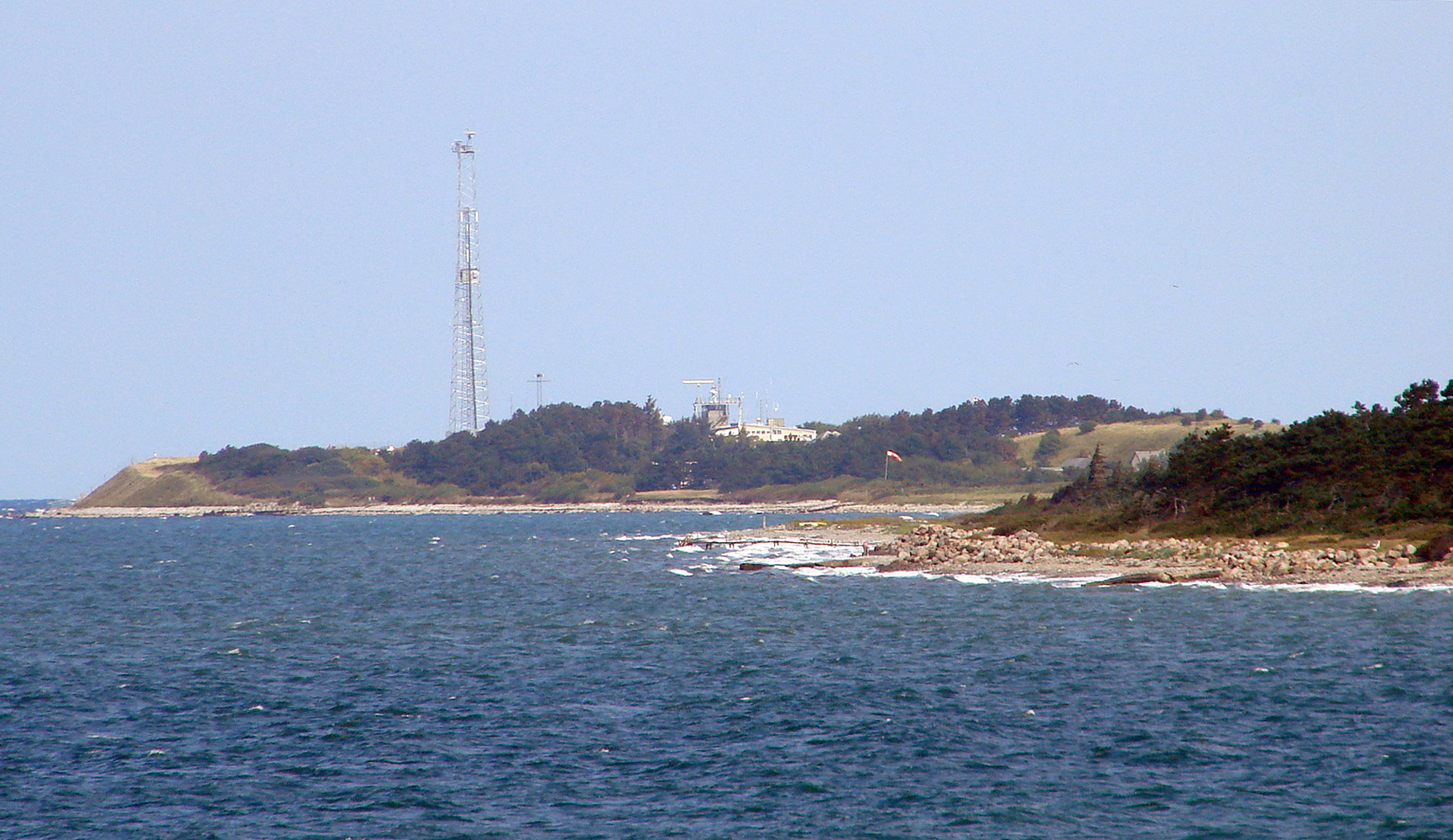
Yttersta udden på Sjællands odde

Sjællands Odde är en cirka 15 kilometer lång dansk halvö  i Odsherreds kommun på Själland i Region Själland. Sjællands Odde ligger mellan Sejerø Bugt och Hesselø Bugt. 
Den yttersta spetsen på Sjællands Odde heter Gniben. Ytterst på udden ligger Søværnets Center for Våben. Utanför udden ligger Sjællands rev, som markeras med en fyr. 
År 1808 utkämpades Slaget vid Sjællands Odde rakt utanför udden. Danmark-Norge förlorade i slaget sitt sista bevarade linjeskepp Prinds Christian Frederik. 
Halvöns största ort är Havnebyen med 614 invånare (januari 2021). På halvön ligger kyrkan Odden Kirke i Overby.
År 1966 började färjor trafikera från Odden Færgehavn på sydkysten till Ebeltoft och från 1999 också till Aarhus. Rutterna betjänas av snabbgående katamaranfärjor från Molslinjen.